# Cristóbal Marín
Cristóbal Osvaldo Marín Barrios (La Serena, 24 de noviembre de 1994) es un futbolista chileno. Juega como mediocampista y actualmente se desempeña en Deportes Recoleta de la Primera B de Chile.

## Estadísticas
| Club                       | Div.          | Temporada     | Liga  | Liga  | Copas nacionales | Copas nacionales | Torneos internacionales | Torneos internacionales | Total | Total |
| Club                       | Div.          | Temporada     | Part. | Goles | Part.            | Goles            | Part.                   | Goles                   | Part. | Goles |
| -------------------------- | ------------- | ------------- | ----- | ----- | ---------------- | ---------------- | ----------------------- | ----------------------- | ----- | ----- |
| Deportes La Serena · Chile | 2.ª           | 2013-14       | 25    | 2     | 6                | 0                | —                       | —                       | 31    | 2     |
| Deportes La Serena · Chile | 2.ª           | 2014-15       | 27    | 1     | 5                | 0                | —                       | —                       | 32    | 1     |
| Deportes La Serena · Chile | 2.ª           | 2015-16       | 32    | 1     | 5                | 1                | —                       | —                       | 37    | 2     |
| Deportes La Serena · Chile | 2.ª           | 2016-17       | 25    | 3     | 4                | 0                | —                       | —                       | 29    | 3     |
| Deportes La Serena · Chile | 2.ª           | 2017          | 14    | 4     | —                | —                | —                       | —                       | 14    | 4     |
| Deportes La Serena · Chile | 2.ª           | 2018          | 23    | 1     | 2                | 0                | —                       | —                       | 25    | 1     |
| Deportes La Serena · Chile | Total club    | Total club    | 146   | 12    | 22               | 1                | 0                       | 0                       | 168   | 13    |
| Audax Italiano · Chile     | 1.ª           | 2019          | 15    | 0     | 4                | 0                | —                       | —                       | 19    | 0     |
| Audax Italiano · Chile     | 1.ª           | 2020          | 8     | 0     | —                | —                | —                       | —                       | 8     | 0     |
| Audax Italiano · Chile     | Total club    | Total club    | 23    | 0     | 4                | 0                | 0                       | 0                       | 27    | 0     |
| Coquimbo Unido · Chile     | 2.ª           | 2021          | 23    | 4     | 4                | 0                | —                       | —                       | 27    | 4     |
| Coquimbo Unido · Chile     | 1.ª           | 2022          | 5     | 0     | 1                | 0                | —                       | —                       | 6     | 0     |
| Coquimbo Unido · Chile     | Total club    | Total club    | 28    | 4     | 5                | 0                | 0                       | 0                       | 33    | 4     |
| Barnechea · Chile          | 2.ª           | 2022          | 11    | 2     | —                | —                | —                       | —                       | 11    | 2     |
| Barnechea · Chile          | 2.ª           | 2023          | 21    | 2     | 1                | 0                | —                       | —                       | 22    | 2     |
| Barnechea · Chile          | Total club    | Total club    | 32    | 4     | 1                | 0                | 0                       | 0                       | 33    | 4     |
| Total carrera              | Total carrera | Total carrera | 229   | 18    | 32               | 1                | 0                       | 0                       | 261   | 18    |
| 1. 2.                      |               |               |       |       |                  |                  |                         |                         |       |       |

## Palmarés

### Títulos nacionales
| Título    | Equipo         | País  | Año  |
| --------- | -------------- | ----- | ---- |
| Primera B | Coquimbo Unido | Chile | 2021 |